# Stegnobrisinga
Stegnobrisinga is een geslacht van zeesterren uit de familie Brisingidae. De wetenschappelijke naam van het geslacht werd, als Brisinga subgenus Stegnobrisinga, in 1916 voor het eerst voorgesteld door Walter Kenrick Fisher. De typesoort Brisinga placoderma van het op dat moment nog ondergeslacht werd tegelijkertijd door hem beschreven en benoemd.

## Soorten
- Stegnobrisinga gracilis (Koehler, 1909)
- Stegnobrisinga placoderma (Fisher, 1916)
- Stegnobrisinga splendens H.L. Clark, 1926